# Nijisanji
Nijisanji (estilizado en mayúscula, en japonés: にじさんじ) es una agencia de VTubers japonesa fundada en 2018. Es propiedad de la empresa Anycolor Inc. (previamente Ichikara Inc.).

## Historia

### Fundación e intentos iniciales de internacionalización (2018 - 2019)
El 11 de enero de 2018, Ichikara Inc. anunció que iniciarían una búsqueda de talentos para servir de Idols. La campaña se realizó con el propósito de promocionar una aplicación suya de reconocimiento facial para iPhone X, llamada Nijisanji, la cual tenía el fin de simplificar el proceso de crear un avatar para un VTuber usando el software de Live2D y Animoji. Los talentos aceptados usarían la aplicación para transmitir a otras plataformas. El término "Nijisanji" en sí no se usó para referirse a los talentos hasta el 15 de marzo.
El 17 de julio de 2018, Ichikara anunció que iniciaría audiciones en Shanghái y Taipéi con la colaboración de Capsule Inc. para una futura rama sinoparlante de Nijisanji con ocho miembros de cada ciudad, con la rama teniendo dieciséis miembro en total. La alianza con Capsule terminó en marzo de 2019, con Ichikara revocando su licencia y Capsule renombrando lo que quedaba de la rama sinoparlante de Nijisanj a VEgo.

### Expansión por Asia (2019 - 2020)
Un mes después del cierre de la rama sinoparlante original, en abril de 2019, Nijisanji anunció que iniciaría audiciones para talentos sinoparlantes, esta vez en colaboración con Bilibili. De esta alianza surgió, en mayo del mismo año, "VirtuaReal Project", que es operado conjuntamente.
También en mayo, Ichikara lanzó "Nijisanji Network", donde apoyaría a creadores de contenido, así como a empresas afiliadas, por medio de recursos y de los managers de Nijisanji. Los primeros y únicos talentos del proyecto fueron la VTuber independiente Fairys-chan y Tenkai Tsukasa. El servicio fue clausurado el 31 de diciembre de 2019, con todos sus participantes continuando sus actividades de forma independiente.
En julio de 2019, Nijisanji inició audiciones para una rama en Indonesia, lanzada en septiembre bajo el nombre Nijisanji ID. En noviembre y diciembre, audiciones fueron abiertas para ramas en India (Nijisanji IN) y Corea del Sur (Nijisanji KR), ambas debutando en enero de 2020.
En el mismo enero, Nijisanji abrió una cuenta de Twitter para una rama angloparlante, seguido de una cuenta de YouTube en junio. Buscando apelar al mercado angloparlante, Nijisanji rebautizó Nijisanji IN como Nijisanji EN. En noviembre, sin embargo, los tres miembros de lo que era la rama de India fueron trasladados de vuelta a Nijisanji IN, y posteriormente se graduaron (retiraron) el 30 de abril de 2021.
Durante este tiempo, Nijisanji creó un equipo para "combatir ciberacoso" y "ofrecer ayuda a talentos víctimas de acoso" en septiembre de 2020. En octubre, la empresa privatizó transmisiones de Among Us de sus talentos, después de que el creador de una traducción en japonés del juego se quejó con la empresa de que ésta no le fuese acreditada. Desde entonces, Nijisanji entró en negociaciones con el traductor para acreditarlo apropiadamente.

### Reorganización de ramas y salida a bolsa (2020 - 2022)
El 1 de diciembre de 2020, Nijisanji anunció que iniciaría audiciones para la primera generación de talentos para Nijisanji EN (una rama específicamente para el mercado angloparlante). La generación, bautizada como "LazuLight", debutó en mayo de 2021, e incluyó tres talentos mujeres: Elira Pendora, Pomu Rainpuff y Finana Ryugu. Desde entonces, numerosas otras generaciones para la rama angloparlante fueron anunciadas cada cierto tiempo entre 2021 y 2023.
El 17 de mayo de 2021, Ichikara oficialmente cambió su nombre a Anycolor.
El 17 de febrero de 2022, Anycolor anunció que Nijisanji ID y Nijisanji KR serían absorbidas por la rama japonesa el 15 de abril del mismo año. Como parte del proceso, las cuentas en redes sociales de las dos ramas cesaron operaciones, y unas audiciones en curso al momento del anuncio para nuevas generaciones en ambas ramas serían canceladas.
El 8 de junio, Anycolor salió a cotizar en la Bolsa de Tokio, abriendo a ¥4810 JPY (alrededor de $36 USD de la época) por acción. Para el 8 de octubre, se estimaba que la compañía valía más de $2,5 mil millones USD, convirtiendo al fundador de la empresa, Riku Tazumi, quien era dueño del 45% de todas las acciones, en el millonario más joven en el momento en Japón, con una fortuna de alrededor de $1,1 mil millones USD.
El 14 de diciembre de 2022, Nijisanji EN anunció que Yugo Asuma de la quinta generación "Noctyx", ya no estaría trabajando como un talento para la compañía tras "numerosas discusiones con él" provocadas por "actividades y comportamiento inaceptables para la empresa".

### Graduaciones y escrutinio por terminaciones (2023 - presente)
El 10 de marzo de 2023, Nijisanji EN anunció la terminación del talento Zaion LanZa de la séptima generación "XSOLEIL", según la empresa, por "numerosas violaciones contractuales" (enlistando, entre otras, violaciones de derechos de autor y "comentarios ofensivos respecto a discriminación y abuso sexual"), asegurando que la situación había sido discutida con ella desde que fue suspendida temporalmente el 8 de febrero del mismo año. Sayu Okami, una VTuber independiente, disputó varias de las acusaciones hechas contra Zaion en un documento donde se incluían disculpas por algunos de los actos de los que se le acusó a Zaion, al tiempo que discutía "qué se esperaba de Zaion estando en Nijisanji", agregando que consideraba que la salida de Zaion de Nijisanji fue "lo mejor para ambas partes".
El 23 de marzo, Nijisanji suspendió temporalmente a Gundo Mirei, después de que ella hiciese un post en Twitter sobre béisbol que ofendió a fanáticos japoneses del deporte, quienes presionaron la compañía para suspender a Mirei. Las publicaciones de Mirei fueron de su reacción al Clásico Mundial de Béisbol, así como sobre su falta de conocimiento del deporte y comentarios sarcásticos sobre "cómo mejorarlo". La reacción de seguidores ha estado dividida entre los que consideran que las medidas tomadas por Nijisanji respecto al incidente fueron exageradas, mientras que otros creen que no iban lo suficientemente lejos. Desde su suspensión, Mirei no hizo publicaciones en sus redes sociales ni transmitió streams. Al final, Mirei anunció su graduación el 21 de junio.
Desde mediados de 2023, una ola de graduaciones de Nijisanji se formó, con numerosos talentos notorios de la agencia anunciando graduaciones durante este periodo, tales como Nina Kosaka (de la tercera generación, "Ethyria"), Mysta Rias (de la cuarta, "Luxiem"), Pomu Rainpuff (de la primera, "LazuLight"), entre otros de EN, así como la mayoría de talentos de lo que era la rama indonesia.

#### Terminación de Selen Tatsuki

##### Desarrollo
El 28 de diciembre de 2023, en la cuenta de Twitter de Selen Tatsuki (un talento de la segunda generación "Obsydia"), se hizo una publicación asegurando que ella había sido hospitalizada tras lo que fue descrito como un "accidente", con otra publicación el 31 del mismo mes asegurando que había sido dada de alta. Después de estas dos publicaciones, todas las redes sociales de Selen permanecieron inactivas por un más de un mes, con la agencia y los demás talentos guardando silencio respecto a su paradero.
El 5 de febrero de 2024, Nijisanji EN anunció la terminación inmediata de Selen, citando "violaciones contractuales", al tiempo que bloqueó su cuenta de Twitter y borró todos sus videos de YouTube. La decisión fue recibida con enojo por los seguidores de Selen y por el mundo VTuber, quienes ya previamente habían acusado a Nijisanji de desfavorecerla activamente. Dokibird, la identidad virtual de Selen no afiliada a Nijisanji, luego dijo en un tweet que había sido hospitalizada tras haber, en sus propias palabras, "cometido un intento" resultado de haber sido víctima de acoso psicológico y de su entorno de trabajo, según el testimonio.
El 7 de febrero, Anycolor publicó un documento para sus inversionistas, donde se aseguró que el impacto para la finanzas de la empresa de la terminación de Selen sería "ignorable", después de que el valor de las acciones de la compañía cayese un 13% de donde estaba el 5 del mismo mes. Usuarios de Yahoo! Finance criticaron a Anycolor por la incapacidad de Nijisanji de retener sus talentos, así como su respuesta a las reacciones a la terminación de Selen.
El 12 de febrero, la miembro Elira Pendora publicó un video en su canal de YouTube en compañía de los talentos de Vox Akuma y Ike Eveland, en el que discutieron la situación. En el video, se aseguró que Nijisanji había recibido documentos del abogado de Selen que, según, contenían "acusaciones falsas" e información personal de otros talentos, diciendo que los documentos les causaron preocupaciones de un potencial doxeo. También se reiteró la aseveración que Selen publicó una cover de la canción de LilyPichu Last Cup of Coffee sin permiso de sus managers, asegurando que ésta, refiriéndose al hecho de que fue hecha privada poco después de su lanzamiento, "iba a ser publicada de vuelta tras ser aprobada", mostrando una serie de capturas de pantalla de una conversación en Slack. Algunos de los talentos tuvieron interacciones con Selen respecto al incidente de la cover (interacciones presuntamente usadas por el abogado de Selen como parte de las acusaciones de acoso psicológico). Vox y Ike aseguraron sentirse tristes por los contenidos de los documentos escritos por alguien que "consideraban una gran amiga". En particular, Vox aseguró que el documento citó una llamada grabada en secreto como prueba de favoritismo a ciertos talentos.
El video fue mal recibido por la opinión pública, con numerosas personas cuestionando el hecho de que el video hubiese sido publicado antes de que los managers se pronunciasen sobre la situación. El video fue publicado al mismo tiempo que Dokibird hizo su primer transmisión desde su expulsión de Nijisanji. Dokibird cortó la transmisión antes de tiempo, y fue a su cuenta de Twitter a decir que esos documentos eran para ser vistos exclusivamente por ella misma, su abogado, y el equipo legal de Anycolor, y haberlos compartido con alguien más puede resultar en problemas legales para la empresa, la cual ha insistido en que "solamente pedazos de información necesarios" fueron compartidos con talentos. El 13 de febrero, Dokibird confirmó que solamente su diagnóstico y la razón de su estadía en el hospital fueron filtrados.
El 12 de febrero, el CEO de Anycolor, Riku Tazumi, hizo una disculpa pública en el canal de YouTube oficial de Nijisanji EN. En él, Tazumi reiteró que el documento del 7 de febrero fue hecho para ser leído sólo por inversionistas, aunque luego admitió que el lenguaje usado en éste fue inapropiado. Después de ello, Tazumi habló del impacto de la terminación en los talentos de la empresa y de su intención de contratar más moderadores para la rama angloparlate.

##### Reacciones
En respuesta al anuncio del 5 de febrero de 2024, varios de los talentos de Nijisanji anunciaron que tomarían un descanso de sus redes sociales el mismo día. El 6 de febrero, HYTE (un productor de accesorios) anunció que había terminado todos sus proyectos existentes con Nijisanji. La cuenta oficial en Twitter de la Wikipedia en indonesio hizo una publicación sugiriendo la lectura de su artículo sobre el término "empresa negra", que incluía una imagen de un fragmento del artículo adornada con numerosas referencias indirectas a Nijisanji.
El 4 de marzo, OffKai Expo, una convención del mundo VTuber celebrada en California, anunció que tres talentos de Nijisanji EN de la tercera generación no participarían en la edición del evento de 2024. La motivación del anuncio fue la terminación de Selen, y la decisión fue tomada dos semanas antes ser anunciada públicamente.

#### Tras la terminación de Selen
El 14 de marzo de 2024, Anycolor publicó su reporte financiero del cuarto trimestre del año fiscal 2023, donde se admitía que, si bien la rama japonesa tuvo un rendimiento positivo, la rama angloparlante "podría mejorar" debido a una caída en el número de ventas que la empresa registró comparado al año anterior, anunciando que esperaban aumentar el número de talentos y de eventos, contratar managers afuera de Japón, así como "obtener la confianza de los talentos [en la compañía]" para "recuperar la confianza del público [en Nijisanji]", que Tazumi, en una entrevista sobre el reporte, admitió haber perdido tras la terminación de Selen, que dijo que en sí habría también causado un retraso en contenidos que Anycolor buscaba proveer. Un día después de la publicación del reporte, el 15 de marzo de 2024, las acciones de Nijisanji cayeron más de un 20% en valor a comparación de como estaban el día anterior.
La oleada de graduaciones de Nijisanji continuó el 13 de mayo con la graduación de Bonnivier «Bobon» Pranaja, un talento de la antigua rama indonesia, y desde entonces varios talentos anunciaron que, o tomarían descansos de duración indefinida, o directamente se graduarían de la agencia.
En mayo, Nijisanji tuvo dos grandes anuncios no relacionados con graduaciones. El primero fue el debut de la generación angloparlante Denauth, compuesta por tres talentos, y el segundo fue una colaboración de la empresa con la NBA que incluía a talentos de la rama angloparlante y la rama japonesa.

## Premios y nominaciones
| Año  | Ceremonia         | Categoría                         | Nominado                                                  | Resultado | Ref.   |
| ---- | ----------------- | --------------------------------- | --------------------------------------------------------- | --------- | ------ |
| 2023 | The Vtuber Awards | Mejor VTuber de videojuegos FPS   | Selen Tatsuki                                             | Ganadora  | [ 57 ] |
| 2023 | The Vtuber Awards | Mejor VTuber de videojuegos FPS   | Shu Yamino                                                | Nominado  | [ 57 ] |
| 2023 | The Vtuber Awards | Mejor VTuber de Minecraft         | Pomu Rainpuff                                             | Nominada  | [ 57 ] |
| 2023 | The Vtuber Awards | Mejor VTuber de roleplay y/o ASMR | Vox Akuma                                                 | Nominado  | [ 57 ] |
| 2023 | The Vtuber Awards | Miss VTuber                       | Elira Pendora                                             | Nominada  | [ 57 ] |
| 2023 | The Vtuber Awards | Mejor agencia VTuber              | Nijisanji                                                 | Nominada  | [ 57 ] |
| 2023 | The Vtuber Awards | Fanaticada más dedicada           | Kindred (seguidores de Vox Akuma)                         | Nominados | [ 57 ] |
| 2023 | The Vtuber Awards | Mejor evento filantrópico         | "60 HOURS NON-STOP W/ PUNISHMENT GOALS!!" (Mika Melatika) | Ganadora  | [ 57 ] |
| 2023 | The Vtuber Awards | Mejor evento filantrópico         | "Raising $100,000 In Support of SAVE" (Vox Akuma)         | Nominado  | [ 57 ] |
| 2023 | The Vtuber Awards | Gamer del año                     | Selen Tatsuki                                             | Ganadora  | [ 57 ] |
| 2023 | The Vtuber Awards | Gamer del año                     | Kuzuha                                                    | Nominado  | [ 57 ] |
| 2023 | The Vtuber Awards | VTuber del año                    | Hyakumantenbara Salome                                    | Nominada  | [ 57 ] |